# Poul Anderson
Poul Anderson (Bristol (Pennsylvania), 25 november 1926 – Orinda (Californië), 31 juli 2001) was een Amerikaanse sciencefictionschrijver. Sommige van zijn kortere verhalen werden gepubliceerd onder een van de pseudoniemen "A.A. Craig", "Michael Karageorge" of "Winston P. Sanders". Poul Anderson schreef ook fantasy, zoals de King of Ys serie.

## Biografie
Poul Anderson werd in 1926 geboren in Pennsylvania uit Scandinavische ouders. Kort na zijn geboorte verhuisde zijn vader, een ingenieur, naar Texas. Kort na diens dood tien jaar later verhuisde Andersons moeder naar Denemarken. Kort na het uitbreken van de Tweede Wereldoorlog verhuisde de familie terug naar de VS en vestigde zich op een boerderij in Minnesota.
Anderson studeerde natuurkunde aan de universiteit van Minnesota en gedurende deze tijd publiceerde hij zijn eerste verhalen in het sf tijdschrift Astounding Science Fiction van John W. Campbell. Anderson behaalde zijn graad in de natuurkunde in 1948 maar ging niet aan de slag als natuurkundige maar als freelance schrijver. Anderson trouwde met Karen Kruse in 1953 en verhuisde met haar naar de regio San Francisco, waar hun dochter Astrid in 1954 werd geboren. Deze is later getrouwd met de sf schrijver Greg Bear. 
Anderson overleed in 2001 na een lange strijd tegen prostaatkanker.

## Andersons activiteiten in de sf
Andersons belangrijkste boeken, volgens hemzelf, zijn: Tau Zero, Midsummer Tempest, The Boat of a Million Years, Three Hearts and Three Lions, The Enemy Stars en Brain Wave
Hij was de zesde voorzitter van de Science Fiction and Fantasy Writers of America (SFWA), vanaf 1972. In 1978 won hij de Gandalf Grand Master Award en ook de SFWA gaf hem de Nebula Grand Master status in 1997.
Robert Heinlein droeg zijn sf-boek  The Cat Who Walks Through Walls (1985) op aan o.a. Poul Anderson.
Anderson won zeven Hugo Awards: voor de novelles The Saturn Game (1982) en The Queen of Air and Darkness (1972); voor de 'novelettes' Hunter's Moon (1979), Goat Song (1973) en The Sharing of Flesh (1969) en voor de korte verhalen No Truce with Kings (1964) en The Longest Voyage (1961). De Nebula Award kreeg hij drie keer: met The Queen of Air and Darkness (wat ook nog de Locus Award won), Goat Song en The Saturn Game. De Mythopoeic Award won hij in 1975 met A Midsummer Tempest. In 2001 won hij de John W. Campbell Memorial Award met de roman Genesis.

## Gedeeltelijke bibliografie

### Series
King of Ys - met Karen Anderson
- Roma Mater (1986)
- Gallicenae (1987)
- Dahut (1987)
- The Dog and the Wolf (1988)

Tomorrow's Children
- Tomorrow's Children (1947) met F. N. Waldrop
- Chain of Logic (1947)

Psychotechnic League
- Planet of No Return (1954 - ook gepubliceerd als Question and Answer)
- Star Ways (1956)
- The Snows of Ganymede (1958)
- Virgin Planet (1959)
- The Psychotechnic League (1981)
- Cold Victory (1982)
- Starship (1982)

Hoka - met Gordon R. Dickson
- Earthman's Burden (1957)
- Star Prince Charlie (1975)
- Hoka! (1983)

Technic History - Nicholas Van Rijn in volgorde van interne chronologie:
- The Man Who Counts (1958)
- Trader to the Stars (1964)
- The Trouble Twisters (1966) nl:Het Driekantige Wiel
- Satan's World (1969) nl:Duivelswereld
- The Earth Book of Stormgate (1978):
- Mirkheim (1977)
- The People of the Wind (zonder Van Rijn) (1973)

Technic History - Dominic Flandry in volgorde van interne chronologie:
- Ensign Flandry (1966)
- A Circus of Hells (1970)
- The Rebel Worlds (1969)
- The Day of Their Return (1973 - zonder Flandry)
- Agent of the Terran Empire (1965):
- Flandry of Terra (1965):
- A Knight of Ghosts and Shadows (1974)
- A Stone in Heaven (1979) nl:Metamorfose
- The Game of Empire (1985)
- The Long Night (does not feature Flandry) (1983):
- Let the Spaceman Beware (1963 - zonder Flandry)

Time Patrol
- Guardians of Time (1960) nl:Avontuur in het verleden
- Time Patrolman (1983)
- The Year of the Ransom (1988)
- The Shield of Time (1990)
- The Time Patrol (1991)

History of Rustum
- Orbit Unlimited (1961)
- New America (1982)

Operation Otherworld
- Operation Chaos (1971) nl:Operatie chaos
- Operation Luna (1999)

The Last Viking met Karen Anderson
- The Golden Horn (1980)
- The Road of the Sea Horse (1980)
- The Sign of the Raven (1980)

Maurai
- Maurai and Kith (1982)
- Orion Shall Rise (1983)

Harvest of Stars
- Harvest of Stars (1993)
- The Stars Are Also Fire (1994)
- Harvest the Fire (1995)
- The Fleet of Stars (1997)

### Romans
- Vault of the Ages (1952)
- Brain Wave (1954) nl:Vlaag van verstand (M=SF nr 3)
- The Broken Sword (1954) nl:Het gebroken zwaard
- No World of Their Own (1955 - ook gepubliceerd als The Long Way Home, 1958) nl:De lange thuisreis
- Perish by the Sword (1959)
- War of Two Worlds (1959)
- The Enemy Stars (1959 - ook gepubliceerd als We Have Fed Our Sea)
- The High Crusade (1960) nl:Kruistocht in de ruimte
- Murder in Black Letter (1960)
- Three Hearts and Three Lions (1961)
- Twilight World (1961) nl:Na de derde wereldoorlog
- After Doomsday (1962)
- The Makeshift Rocket (1962)
- Murder Bound (1962)
- No Truce With Kings (1963 - in serievorm verschenen)
- Shield (1963)
- Three Worlds to Conquer (1964) nl:Een gok om drie werelden
- The Corridors of Time (1965) nl:Tunnels door de tijd
- The Star Fox (1965) nl:Vossenjacht
- The Fox, the Dog and the Griffin: A Folk Tale Adapted from the Danish of C. Molbeck (1966)
- World Without Stars (1966) nl:Gevecht met de goden
- Tau Zero (1970)
- The Byworlder (1971)
- The Dancer from Atlantis (1971) nl:De gevangenen van Atlantis
- Hrolf Kraki's Saga (1973)
- There Will Be Time (1973) nl:Komt tijd...
- Fire Time (1974)
- Inheritors of Earth (1974) met Gordon Eklund
- A Midsummer Tempest (1974)
- The Winter of the World (1975)
- Star Fox (1978) nl:Vossenjacht
- The Avatar (1978)
- The Demon of Scattery (1979) met Mildred Downey Broxon
- Conan the Rebel (1980)
- The Devil's Game (1980)
- The Boat of a Million Years (1989)
- The Saturn Game (1989)
- The Longest Voyage (1991)
- War of the Gods (1997)
- Starfarers (1998)
- Genesis (2000)
- Mother of Kings (2001)
- For Love and Glory (2003)

### Verzamelbundels
- Orbit Unlimited (1961) nl:Geen plaats meer op aarde (1968) en Van de aarde verbannen (1980)
- Strangers from Earth (1961)
- Twilight World (1961)
- Un-Man and Other Novellas (1962)
- Time and Stars (1964)
- The Fox, the Dog, and the Griffin (1966)
- The Horn of Time (1968)
- Beyond the Beyond (1969)
- Seven Conquests (1969)
- Tales of the Flying Mountains (1970)
- The Queen of Air and Darkness and Other Stories (1973)
- The Many Worlds of Poul Anderson (ook gepubliceerd als The Book of Poul Anderson) (1974 - redacteur Roger Elwood)
- Homeward and Beyond (1975)
- The Best of Poul Anderson (1976)
- Homebrew (1976)
- The Night Face & Other Stories (1979)
- The Dark Between the Stars (1981)
- Explorations (1981)
- Fantasy (1981)
- The Guardians of Time (1981)
- Winners (1981) (verzameling van Andersons Hugo-winnaars)
- Cold Victory (1982)
- The Gods Laughed (1982)
- Maurai & Kith (1982)
- New America (1982)
- Starship (1982)
- The Winter of the World / The Queen of Air and Darkness (1982)
- Conflict (1983)
- The Long Night (1983)
- Past Times (1984)
- The Unicorn Trade (1984) met Karen Anderson
- Dialogue With Darkness (1985)
- Space Folk (1989)
- The Shield of Time (1990)
- Alight in the Void (1991)
- The Armies of Elfland (1991)
- Inconstant Star (1991)
- Kinship with the Stars (1991)
- All One Universe (1996)
- Hoka! Hoka! Hoka! (1998) met Gordon R. Dickson
- Going for Infinity (2002)